# Clarissa (téléfilm)
Pour les articles homonymes, voir Clarissa.
Pour plus de détails, voir Fiche technique et Distribution.
Clarissa est le titre d'un téléfilm de Jacques Deray diffusé en 1998.
Il s'agit de l'adaptation du roman éponyme non achevé de Stefan Zweig.
Un peu comme dans Pas de printemps pour Marnie, le héros du film perd la moitié de sa vie à attendre une information qu'aurait pu lui donner bien plus tôt (sa mère chez Hitchcock) son père.
Le spectateur est tellement bien mis dans la peau du personnage principal que cette révélation, qui survient également peu avant la fin du film, l'émeut énormément.
D'autres films, à plus grand spectacle, mettent en avant la tension qui s'accumule au fil des années face à ces secrets de famille. Mais la fiction télévisée Clarissa, tournée pour France 2, conserve un côté intimiste au déroulement de l'intrigue qui permet au spectateur de suivre d'encore plus près le cheminement intérieur de l'héroïne.

## Synopsis
Née dans un monde qui se croyait immortel et parfait, l'Empire austro-hongrois, Clarissa affronte très vite les grandes crises annonçant des temps nouveaux.
Fille d'un général, Wolfgang Gasser, assistante d'un psychiatre célèbre, le professeur Silberstein, elle est invitée, en juillet 1914 à un congrès en Suisse...

## Fiche technique
- Titre : Clarissa
- Réalisation : Jacques Deray
- Scénario : Jean-Claude Carrière, d'après le roman de Stefan Zweig
- Photographie : Michael Epp
- Musique : Eric Demarsan
- Diffusion: France 2
- Pays d'origine :  France
- Durée : 115 minutes
- Format
- Genre :

- Sortie : 8 novembre 1998

## Distribution
- Maruschka Detmers : Clarissa
- Claude Rich : Le professeur Silberstein
- Stéphane Freiss : Léonard
- Elena Sofia Ricci : Marion
- Dorothea Parton : Madame Kutshera
- Wolfgang Gasser : Le père de Clarissa
- Tobias Moretti : Gottfried
- Fritz Karl : Huber
- Michael Rotschopf : Edouard
- Bigi Fischer : Déléguée serbe
- Robert Hoffmann : Dr Ferleitner
- Christian Spatzek : Dr Wiilner
- Zsokar Duzar : Aide de camp
- Nicolas Haffner : Léonard jeune
- Dagmar Truxa : Madame Kohlmann
- Christine Brandner :
- Elisabeth Christ :
- Jean-Marie Cornille :
- Julia Dauer :
- Tim Herold :
- Lena Hüffel :
- Suzanna Keller :
- Birgit Konrad :
- Holde Naumann :
- Thomas Strasser :
- Fritz von Friedl :